# حمزة محمد (لاعب كرة قدم مالديفي)
حمزة محمد (ولد في 17 شباط / فبراير 1995) هو لاعب كرة قدم مالديفي يلعب في مركز الوسط والهجوم مع نادي نيو راديانت.

## وصلات خارجية
- Hamza (Haveeru Online)
- Oppo & Hampu added
- حمزة محمد على موقع إي إس بي إن إف سي (الإنجليزية)
- حمزة محمد على موقع قاعدة بيانات كرة القدم.إي يو (الإنجليزية)
- حمزة محمد على موقع ناشيونال فوتبول تيمز (الإنجليزية)
- حمزة محمد على موقع Soccerway.com (الإنجليزية)
- حمزة محمد على موقع عالم كرة القدم.نت (الإنجليزية)